# Línea 1 del Metro de Río de Janeiro
La Línea 1 - Naranja: Uruguai / Tijuca ↔ General Osório / Ipanema es una de las líneas del Metro de Río de Janeiro.

## Historia
En 1979, la línea 1 empezó a operar con 5 estaciones: Praça Onze, Central, Presidente Vargas, Cinelândia y Glória, en el horario de 9 horas a 15 horas, durante la gestión del gobernador Floriano Peixoto Faria Lima. 
En sus primeros 10 días, el sistema transportó más de medio millón de personas, con un promedio diario de 60 mil usuarios. El mayor flujo de pasajeros se daba en la estación Cinelândia con más de un tercio del total de pasajeros. En esa época, el Metro funcionaba con apenas 4 trenes de 4 vagones cada uno y circulaban con intervalos de 8 minutos en promedio.
En diciembre de 1979, la operación comercial amplió sus actividades hasta las 23 horas incluyendo los sábados. En 1980, el sistema comenzó a ser ampliado con las estaciones Uruguaiana y Estácio. Las 2 nuevas estaciones desencadenaron una mayor demanda de pasajeros, lo que obligó a la empresa a aumentar el número de vagones en los trenes de 4 a 6.
La estación Carioca, donde circulan el mayor flujo de pasajeros (más de 80 mil por día), fue concluida en 1981. En ese mismo año se inauguraron también las estaciones Catete, Morro Azul (hoy Flamengo) y Botafogo. Recién en noviembre de ese año fue inaugurada la línea 2 que contaba apenas con las estaciones São Cristovão y Maracanã. En diciembre, completando el trecho sur de la línea 1, se inauguró la estación Largo do Machado. 
En 1982 comenzaron a inaugurarse las estaciones complementarias del trecho norte con el inicio de operaciones en las estaciones de Afonso Pena, São Francisco Xavier y Saens Peña por el entonces gobernador del estado Chagas Freitas.
Recién en 1998 la línea 1 volvería a expandirse hacia uno de los barrios más tradicionales de la ciudad con la inauguración de la Cardeal Arcoverde, en Copacabana, durante el gobierno de Marcello Alencar. En 2002, durante el gobierno de Anthony Garotinho, se inauguró la segunda estación de Copacabana: Siqueira Campos. En el 2006 la tercera estación del barrio, Cantagalo, fue terminada durante el gobierno de Rosinha Garotinho. Actualmente la línea posee planes de expansión en el sentido a Méier. Se confirmó la construcción de la estación Morro de São João/Rio Sul ubicada en el barrio de Botafogo.
En marzo del 2017, se inauguró la conexión directa entre las terminales Uruguai y Jardim Oceânico, uniendo los barrios de Tijuca y Barra da Tijuca sin necesidad de trasbordo en General Osório.
En agosto del 2022, las estaciones ubicados en barrios que cuentan con más de una estación obtuvieron sufijos en sus nombres indicando el nombre del barrio en que se encuentran.

## Estaciones
| Siglas | Estación                           | Inauguración                  | Integración | Plataformas         | Posición             | Notas \| Alrededores | Barrio                     |
| ------ | ---------------------------------- | ----------------------------- | --- | ------------------- | -------------------- | --- | -------------------------- |
| GOS    | General Osório / Ipanema           | 2009 (Línea 1) 2016 (Línea 4) | Transferencia para la Línea 4 (sin cambiar de tren) y para la Línea 2 (en algunos fines de semana y feriados)                                                                  | Laterales y Central | Subterránea profunda | Parque Garota de Ipanema, Playa de Ipanema | Entre Ipanema y Copacabana |
| CTG    | Cantagalo / Copacabana             | 2007                          | Transferencia para la Línea 2 (en algunos fines de semana y feriados) | Laterales           | Subterránea          | Parque da Catacumba (Corte do Cantagalo), Lagoa Rodrigo de Freitas, Playa de Copacabana, Hospital São Lucas | Copacabana                 |
| SCP    | Siqueira Campos / Copacabana       | 2002                          | Transferencia para la Línea 2 (en algunos fines de semana y feriados) | Laterales           | Subterránea rasa     | Playa de Copacabana, Theatro NET Rio, Hospital Copa Star, Hospital Copa D'Or, UPA de Siqueira Campos | Copacabana                 |
| CAV    | Cardeal Arcoverde / Copacabana     | 1998                          | Transferencia para la Línea 2 (en algunos fines de semana y feriados) | Laterales           | Subterránea profunda | Copacabana Palace, Playa de Copacabana, Teatro Gláucio Gil | Copacabana                 |
| RIO    | Estación Morro de São João/Rio Sul | —                             | | Laterales           | Subterránea          | Estación em projeto. Shopping Rio Sul | Botafogo                   |
| BTF    | Botafogo                           | 1981                          | Transferencia para la Línea 2 e integración con el Metro de Superficie para Humaitá, Jardim Botânico y Gávea                                                                   | Laterales y Central | Subterránea          | Botafogo Playa Shopping, Fundación Casa de Rui Barbosa, Ensenada de Botafogo, Museu do Índio, Archivo Público del Estado de Río de Janeiro, Hospital Samaritano | Botafogo                   |
| FLA    | Flamengo                           | 1981                          | Transferencia para la Línea 2 | Laterales           | Semi-subterránea     | Inaugurada en 1981 con el nombre de estación Morro Azul, Aterro do Flamengo | Flamengo                   |
| LMC    | Largo do Machado                   | 1981                          | Transferencia para la Línea 2 | Lateral             | Subterránea          | Parque Guinle, Cristo Redentor, Largo do Boticário, Palácio Guanabara, Museu do Telefone, Igreja de São Judas Tadeu. Barrio de Laranjeiras | Catete                     |
| CTT    | Catete                             | 1981                          | Transferencia para la Línea 2 | Laterales           | Subterránea          | Palácio do Catete, Museu do Folclore | Catete                     |
| GLR    | Glória                             | 1979                          | Transferencia para la Línea 2 | Laterales           | Subterránea          | Outeiro da Glória, Hotel Glória, Memorial Getúlio Vargas, Rua do Russel | Glória                     |
| CNL    | Cinelândia / Centro                | 1979                          | Transferencia para la Línea 2 e integración con el VLT (líneas 1 y 3). | Central             | Subterránea          | Cine Odeon BR, Câmara Municipal, Museo Nacional de Bellas Artes, Biblioteca Nacional, Teatro Municipal, Passeio Público, Lapa, Santa Casa de Misericórdia de Río de Janeiro                                                                                               | Centro                     |
| CRC    | Carioca / Centro                   | 1981                          | Transferencia para la Línea 2, Integración con el VLT (líneas 1 y 3). | Laterales y Central | Subterránea          | Desembarque en las plataformas laterales. Embarque en la plataforma central. Edifício Sede de Petrobras, BNDES, Convento de Santo Antonio, Confeitaria Colombo, Plaza Tiradentes, Estación del Bonde de Santa Teresa, estación de las barcas y catamaranes de la Praça XV | Centro                     |
| URG    | Uruguaiana / Centro                | 1980                          | Transferencia para la Línea 2 | Laterales           | Subterránea          | SAARA, Mercado Popular ("Camelódromo"), Museo de Arte de Río (MAR) | Centro                     |
| PVG    | Saara / Presidente Vargas          | 1979                          | Transferencia para la Línea 2 | Laterales           | Subterránea          | Palácio do Itamaraty, MACKENZIE-RIO, SAARA, Museu da Eletricidade, sede de la Light | Centro                     |
| CTR    | Central do Brasil / Centro         | 1979                          | Transferencia para la Línea 2, integración con las líneas de tren Deodoro, Santa Cruz, Japeri, Belford Roxo y Saracuruna de la SuperVia. Integración con el VLT (líneas 2 y 3) | Central             | Subterránea          | Archivo Nacional, Palacio Duque de Caxias, Praça da República | Centro                     |
| POZ    | Praça Onze                         | 1979                          | | Laterales           | Semi-subterránea     | Sambódromo del Marqués de Sapucaí, Terreirão do Samba, Archivo de la Ciudad de Río de Janeiro, Museu do Carnaval, FM O Dia, Centro de Mantenimiento del Metro de Río | Cidade Nova                |
| ESA    | Estácio                            | 1980                          | Transferencia para la Línea 2 cuando hay mantenimientos preventivos o ajustes operacionales                                                                                    | Laterales y Central | Subterránea          | Prefeitura Municipal, Teleporto | Estácio                    |
| AFP    | Afonso Pena / Tijuca               | 1982                          | | Laterales           | Subterránea          | Praça Afonso Pena, Universidade Veiga de Almeida | Tijuca                     |
| SFX    | São Francisco Xavier / Tijuca      | 1982                          | | Laterales           | Subterránea          | Teatro Ziembinski, Igreja de São Francisco Xavier, Clube Monte Sinai | Tijuca                     |
| SPN    | Saens Peña / Tijuca                | 1982                          | | Central             | Subterránea          | Shopping Tijuca, Tijuca Tênis Clube,Hospital Evangélico, Hospital Pan Americano, UPA Tijuca | Tijuca                     |
| URI    | Uruguai / Tijuca                   | 2014                          | | Central             | Subterránea          | Country Club Tijuca, Venerável Ordem Terceira de são Francisco da Penitência, Praça Xavier de Brito (Praça dos Cavalinhos), Amil Espaço Saúde Tijuca, Recanto dos Bichinhos                                                                                               | Tijuca                     |